# Lotta libera ai Giochi della XXVIII Olimpiade - 74 kg maschile
Il torneo si è svolto il 28 e il 29 agosto.
Legenda:
- TO — Vittoria per KO
- SP — Vittoria di superiorità, 10 punti di differenza, sconfitto con punti
- ST — Vittoria di superiorità, 10 punti di differenza, sconfitto senza punti
- PP — Vittoria ai punti, sconfitto con punti tecnici
- PO — Vittoria ai punti, sconfitto senza punti tecnici
- PA — Vittoria per squalifica dell'avversario
- DQ — Vittoria per rinuncia dell'avversario
- CP — Punti di classifica
- TP — Punti tecnici

## Gironi di qualificazione

### Girone 1
| Posizione | Lottatore      | Paese    | W | L | CP | TP |
| --------- | -------------- | -------- | - | - | -- | -- |
| 1         | Ivan Fundora   | Cuba     | 2 | 0 | 6  | 14 |
| 2         | Kunihiko Obata | Giappone | 1 | 1 | 3  | 8  |
| 3         | Sujeet Maan    | India    | 0 | 2 | 0  | 0  |

| Rosso          | Blu            | CP  |    | TP  |
| -------------- | -------------- | --- | -- | --- |
| Sujeet Maan    | Kunihiko Obata | 0-3 | PO | 0-8 |
| Ivan Fundora   | Sujeet Maan    | 3-0 | PO | 6-0 |
| Kunihiko Obata | Ivan Fundora   | 0-3 | PO | 0-8 |

### Girone 2
| Posizione | Lottatore         | Paese       | W | L | CP | TP |
| --------- | ----------------- | ----------- | - | - | -- | -- |
| 1         | Daniel Igali      | Canada      | 2 | 0 | 6  | 12 |
| 2         | Yusup Abdusalomov | Tagikistan  | 1 | 1 | 4  | 9  |
| 3         | Elnur Aslanov     | Azerbaigian | 0 | 0 | 2  | 4  |

| Rosso             | Blu               | CP  |    | TP  |
| ----------------- | ----------------- | --- | -- | --- |
| Yusup Abdusalomov | Elnur Aslanov     | 3-1 | PP | 7-3 |
| Daniel Igali      | Yusup Abdusalomov | 3-1 | PP | 5-2 |
| Elnur Aslanov     | Daniel Igali      | 1-3 | PP | 1-7 |

### Girone 3
| Posizione | Lottatore        | Paese       | W | L | CP | TP |
| --------- | ---------------- | ----------- | - | - | -- | -- |
| 1         | Gennadiy Laliyev | Kazakistan  | 2 | 0 | 8  | 16 |
| 2         | Arayik Gevorgyan | Armenia     | 1 | 1 | 4  | 11 |
| 3         | Nate Ackerman    | Regno Unito | 0 | 2 | 0  | 2  |

| Rosso            | Blu              | CP  |    | TP   |
| ---------------- | ---------------- | --- | -- | ---- |
| Nate Ackerman    | Arayik Gevorgyan | 0-4 | ST | 0-11 |
| Gennadiy Laliyev | Nate Ackerman    | 4-0 | ST | 11-0 |
| Arayik Gevorgyan | Gennadiy Laliyev | 0-4 | TO | 2:08 |

### Girone 4
| Posizione | Lottatore          | Paese       | W | L | CP | TP |
| --------- | ------------------ | ----------- | - | - | -- | -- |
| 1         | Joe Williams       | Stati Uniti | 2 | 0 | 6  | 9  |
| 2         | Mehdi Hajizadeh    | Iran        | 1 | 1 | 3  | 7  |
| 3         | Gela Saghirashvili | Georgia     | 0 | 2 | 2  | 6  |

| Rosso              | Blu                | CP  |    | TP  |
| ------------------ | ------------------ | --- | -- | --- |
| Gela Saghirashvili | Joe Williams       | 1-3 | PP | 1-6 |
| Mehdi Hajizadeh    | Gela Saghirashvili | 3-1 | PP | 7-5 |
| Joe Williams       | Mehdi Hajizadeh    | 3-0 | PO | 3-0 |

### Girone 5
| Posizione | Lottatore         | Paese       | W | L | CP | TP |
| --------- | ----------------- | ----------- | - | - | -- | -- |
| 1         | Murad Hajdaraŭ    | Bielorussia | 2 | 0 | 7  | 14 |
| 2         | Salvatore Rinella | Italia      | 1 | 1 | 5  | 13 |
| 3         | Ali Abdo          | Australia   | 0 | 2 | 0  | 0  |

| Rosso             | Blu               | CP  |    | TP   |
| ----------------- | ----------------- | --- | -- | ---- |
| Ali Abdo          | Murad Hajdaraŭ    | 0-4 | ST | 0-10 |
| Salvatore Rinella | Ali Abdo          | 4-0 | ST | 11-0 |
| Murad Hajdaraŭ    | Salvatore Rinella | 3-1 | PP | 4-2  |

### Girone 6
| Posizione | Lottatore          | Paese    | W | L | CP | TP |
| --------- | ------------------ | -------- | - | - | -- | -- |
| 1         | Buvaisar Saitiev   | Russia   | 2 | 0 | 6  | 14 |
| 2         | Emzarios Betinidis | Grecia   | 1 | 1 | 4  | 6  |
| 3         | Árpád Ritter       | Ungheria | 0 | 2 | 2  | 3  |

| Rosso              | Blu                | CP  |    | TP  |
| ------------------ | ------------------ | --- | -- | --- |
| Árpád Ritter       | Buvaisar Saitiev   | 1-3 | PP | 2-8 |
| Emzarios Betinidis | Árpád Ritter       | 3-1 | PP | 5-1 |
| Buvaisar Saitiev   | Emzarios Betinidis | 3-1 | PP | 6-0 |

### Girone 7
| Posizione | Lottatore           | Paese     | W | L | CP | TP |
| --------- | ------------------- | --------- | - | - | -- | -- |
| 1         | Krystian Brzozowski | Polonia   | 2 | 0 | 6  | 7  |
| 2         | Nicolay Paslar      | Bulgaria  | 1 | 1 | 4  | 6  |
| 3         | Sihamir Osmanov     | Macedonia | 0 | 2 | 1  | 1  |

| Rosso               | Blu                 | CP  |    | TP  |
| ------------------- | ------------------- | --- | -- | --- |
| Nicolay Paslar      | Krystian Brzozowski | 1-3 | PP | 3-3 |
| Sihamir Osmanov     | Nicolay Paslar      | 1-3 | PP | 1-3 |
| Krystian Brzozowski | Sihamir Osmanov     | 3-0 | PO | 4-0 |

## Tabellone a eliminazione
|  | Quarti di finale    | Quarti di finale    |                  |                     | Semifinali                | Semifinali                |  |  | Finale         | Finale |
|  |                     |                     |                  |                     |                           |                           |  |  |                |        |
|  | 28 agosto 2004      |                     |                  |                     |                           |                           |  |  |                |        |
|  |                     |                     |                  |                     |                           |                           |  |  |                |        |
|  | Ivan Fundora        | 3                   |                  |                     |                           |                           |  |  |                |        |
|  | Ivan Fundora        | 3                   | 29 agosto 2004   |                     |                           |                           |  |  |                |        |
|  | Daniel Igali        | 1                   |                  |                     |                           |                           |  |  |                |        |
|  | Daniel Igali        | 1                   | Ivan Fundora     | 4                   |                           |                           |  |  |                |        |
|  | 28 agosto 2004      |                     | Ivan Fundora     | 4                   |                           |                           |  |  |                |        |
|  |                     | Gennadiy Laliyev    | 5                |                     |                           |                           |  |  |                |        |
|  | Gennadiy Laliyev    | Gennadiy Laliyev    | 5                | 3                   |                           |                           |  |  |                |        |
|  | Gennadiy Laliyev    |                     | 29 agosto 2004   | 3                   |                           |                           |  |  |                |        |
|  | Joe Williams        | 2                   |                  |                     |                           |                           |  |  |                |        |
|  | Joe Williams        | 2                   | Gennadiy Laliyev | 0                   |                           |                           |  |  |                |        |
|  | 28 agosto 2004      |                     | Gennadiy Laliyev | 0                   |                           |                           |  |  |                |        |
|  |                     | Buvaisar Saitiev    | 7                |                     |                           |                           |  |  |                |        |
|  | Murad Hajdaraŭ      | Buvaisar Saitiev    | 7                | 2                   |                           |                           |  |  |                |        |
|  | Murad Hajdaraŭ      | 29 agosto 2004      |                  | 2                   |                           |                           |  |  |                |        |
|  | Buvaisar Saitiev    | 3                   |                  |                     |                           |                           |  |  |                |        |
|  | Buvaisar Saitiev    | 3                   | Buvaisar Saitiev | 8                   | Finale per il terzo posto | Finale per il terzo posto |  |  |                |        |
|  | 28 agosto 2004      |                     | Buvaisar Saitiev | 8                   | Finale per il terzo posto | Finale per il terzo posto |  |  |                |        |
|  |                     | Krystian Brzozowski | 0                |                     |                           |                           |  |  |                |        |
|  | Krystian Brzozowski | Krystian Brzozowski | 0                |                     | Ivan Fundora              | 3                         |  |  |                |        |
|  | Krystian Brzozowski |                     |                  |                     | Ivan Fundora              | 3                         |  |  |                |        |
|  | bye                 |                     |                  | Krystian Brzozowski | 1                         |                           |  |  |                |        |
|  | bye                 |                     |                  | Krystian Brzozowski | 1                         |                           |  |  |                |        |
|  |                     |                     |                  |                     |                           |                           |  |  | 29 agosto 2004 |        |
|  |                     |                     |                  |                     |                           |                           |  |  |                |        |